# アレクシイ2世
アレクシイ（アレクシー）2世（ロシア語: Алексий II, 1929年2月23日 - 2008年12月5日）は第15代のモスクワ及び全ロシアの総主教、ロシア正教会首座主教であった。俗名は、アレクセイ・ミハイロヴィッチ・リディゲル（ロシア語: Алексей Михайлович Ридигер Alexey Mikhailovich Ridiger）である。民族的にはバルト・ドイツ系。
アレクシイ2世はポスト・ソ連期の総主教で、かつてKGBの手先や国家保守主義の支持者であったと言われながらも、ソビエト連邦の崩壊後の宗教再生を見守り、彼が総主教の座にあった18年間にロシア正教会は、ソヴィエト当局から厳しい迫害や統制を受ける対象から、国のエリート政治家に好意的に受け入れられて積極的に発言するロシアの象徴的存在へと変貌を遂げた。

## 名前
彼の名前は、俗人としてはアレクセイ（Алексей）、聖職者としてはアレクシイ（Алексий）である。ラテン文字ではさまざまな形で転記されており、Alexius, Aleksij, Aleksi, Alexiy, Alexis, Alexei, Alexey, Alexyなどがある。修道士になった時も彼の名前は変わらなかったが、彼の守護聖人はローマの聖アレクシウスから、モスクワ神現大聖堂に眠るモスクワ府主教アレクシイに変わった。

## 生涯

### 出自
アレクセイ・ミハイロヴィチ・リディゲル (ロシア語: Алексей Михайлович Ридигер - Aleksei Mikhailovich Ridiger) はエストニアのタリンに生まれた。彼の父ミハイル・フォン・リディゲル（1902年 - 1962年）はサンクトペテルブルク生まれのバルト・ドイツ人貴族の末裔であり、その祖先ハインリヒ・ニコラウス（ニルス）・リュディガーはスウェーデン領リヴォニア (Dünamünde) にあったスウェーデンの要塞の長で、1695年にスウェーデンのカール11世によりナイト爵に叙せられた人物である。
18世紀初頭の大北方戦争の結果、スウェーデン領エストニアとスウェーデン領フィヴォニア がロシア帝国に帰した後、アレクシイ2世のもう一人の祖先、フリードリヒ・ヴィルヘルム・フォン・リュディガー（1780年 - 1840年）は、エカチェリーナ2世の治世に正教会に帰依した。ダリヤ・フョードロヴナ・エルジェムスカヤと結婚して誕生したのが、アレクシイ2世の曽祖父にあたるイェゴル（ゲオルギー）・フォン・リュディガー（1811年 - 1848年）である。
1917年のロシア10月革命の後、アレクセイの父ミハイルは国外に逃れ、一家はエストニアに移住し、ラルフフォンツアミューレンに隠れ家を提供されてHaapsaluに住んだ。のちにミハイルはエストニアの首都タリンに移り住み、そこでアレクシイ2世の母エレーナ・ヨシフォヴナ・ピサレヴァ（1902年 - 1959年）と出会って1926年に結婚した。彼女はタリンに生まれ、同地で没した。
アレクセイの父は1940年に神学校を卒業して叙聖され、のちに司祭となり、タリンの生神女誕生教会の教区司祭、さらには教区会議（Diocesan Council）のメンバーかつ議長となる。

### 経歴
アレクセイ・リディゲルは、子どものころから代父である長司祭イオアン・ボゴヤヴレンスキー（Ioann Bogoyavlensky）の導きの下で正教会に奉仕しながらタリンのロシア中等学校に通った。
1945年5月から1946年10月にかけて、彼はタリンのアレクサンドル・ネフスキー大聖堂で奉神礼の堂役を務め、1946年からは聖シメオン教会で、1947年からはタリンにあるカザンの生神女教会での誦経者を務めた。

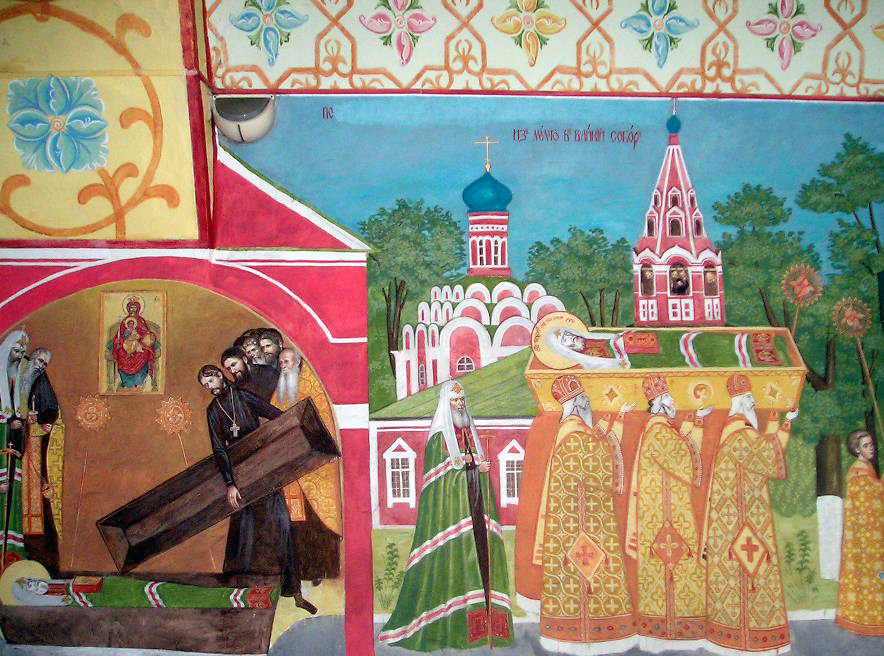
ティーホン総主教の不朽体をドンスコイ修道院に運び入れるアレクシイ2世を描いたフレスコ画

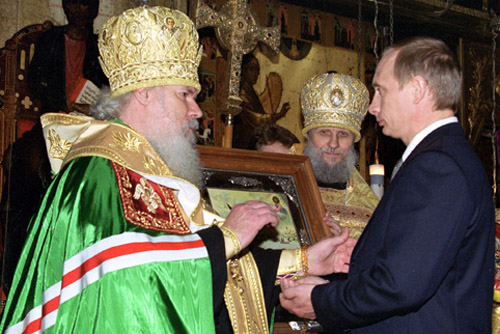
クレムリンの生神女福音大聖堂で行われたプーチン大統領の就任式で、聖アレクサンドルのイコンを手渡すアレクシイ2世。 2000年5月7日撮影

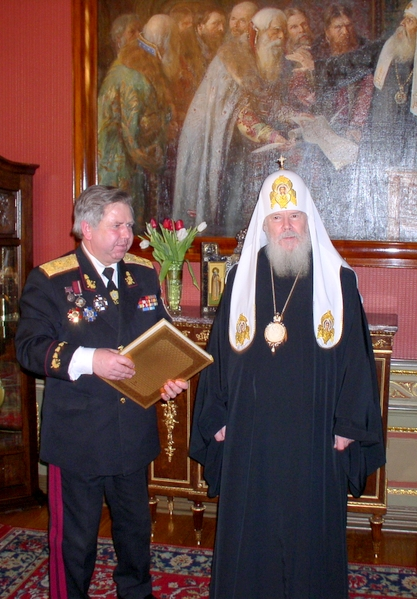
アレクシイ2世とウクライナコサックのヘーチマン、アナトリー・シェフチェンコ。2004年

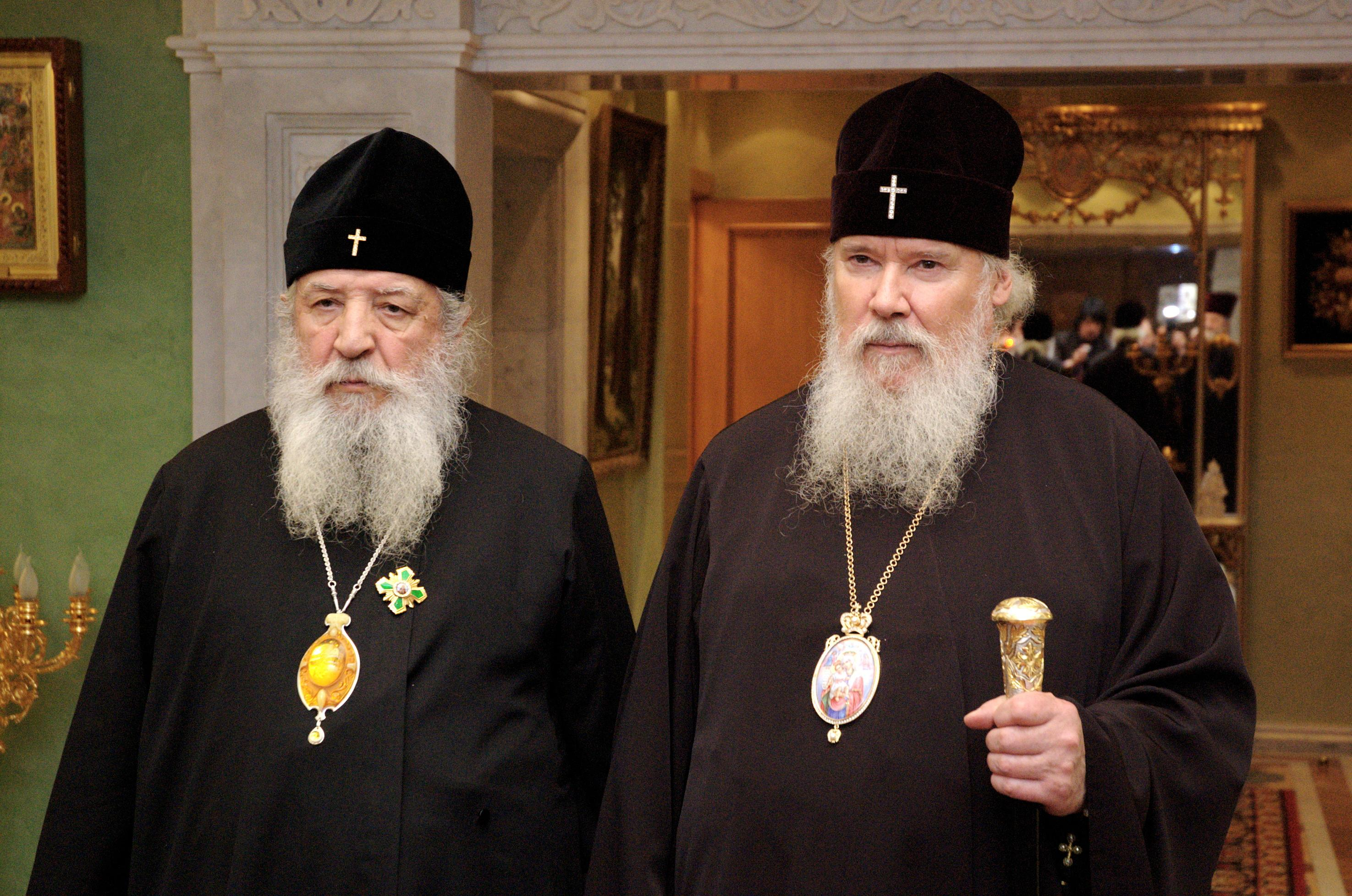
アレクシイ2世と在外ロシア正教会のラウルス府主教（向って左）。2008年2月28日撮影。

1947年、レニングラード神学校に入学、1949年に卒業後、レニングラード神学アカデミー（現在は サンクトペテルブルク神学校）に入学し、1953年に卒業した
1950年4月15日、レニングラードのグレゴリイ（チュコフ）府主教により輔祭 に叙聖され、同月17日には司祭となりタリン主教区でエストニアJõhvi市にある神現教会の教区司祭に任命された。
1957年7月15日、アレクシイはエストニア・タリンにある生神女就寝大聖堂の 教区司祭兼タルトゥ地方のDeanとなる。
1958年8月17日、長司祭に昇叙され、1959年5月30日には、タリン主教区のタルトゥ-ヴィリヤンディ管区のDeanに叙任された。1961年3月3日、剃髪して至聖三者聖セルギイ大修道院至聖三者大聖堂の修道士 となる。
1961年8月14日、アレクシイはタリンおよびエストニアの主教に選出された。1964年6月23日、大主教に昇叙、1968年2月25日、府主教となる。1986年から総主教に選ばれるまで、アレクシイ2世はノヴゴロド・レニングラード府主教であった。
1990年に先代のピーメン1世が逝去したあと、フィラレート総主教代行を抑えてアレクシイがロシア正教会の新しい総主教に選ばれた。彼が選ばれたのは、運営経験があり、知的で精力的で勤勉で計画性と洞察力がありきちんと仕事ができる、と評価されたからである。。
また、調停者として様々な主教グループの間で共通の土台を見つけることができるという評判もあった。
クリュソストモス (Martyshkin)大主教は、アレクシイは平和的で寛容な性質で我々すべてを一体に結び付けることができるだろうと述べた。
ソヴィエト連邦時代、ソヴィエトの宗教抑圧政策により総主教の選出にも様々な弾圧や抑制が加えられてきた歴史があるが、総主教アレクシイ2世は「ソヴィエト連邦史上初めて政府の圧力を受けずに選ばれた総主教で、候補者は会場から指名され、選挙は無記名投票で行われた」。
総主教に就任すると、アレクシイ2世は教会の権利の代弁者となり、ソビエト政府に公立学校での宗教教育を認めることと「信教の自由」を法で認めることを求めた。
1991年8月のクーデターでは、アレクシイ2世はミハイル・ゴルバチョフ大統領が軟禁されたことを非難し、クーデターの首謀者たちを破門した。アレクシイ2世は臨時政府の正当性に公式に疑問を投げ、軍部に自制を求め、ゴルバチョフ大統領が一般民衆に向かって発言することを許すよう要求した。
アレクシイ2世は再度、暴力と同胞殺しに反対する声明を出し、これは拡声器で増幅されてロシアの「ホワイト・ハウス」の外で攻撃30分前の軍隊にも伝えられた。最終的にクーデターは失敗に終わり、結果的にソビエト連邦は崩壊に至った。
1992年、アレクシイ2世の指導のもとで、共産主義時代に弾圧されたロシアの新致命者と表信者 は列聖された。その中にはエリザヴェータ・フョードロヴナ、キエフおよびガリチアの府主教ウラジミール、ペトログラード府主教ベニヤミンが含まれる。
2000年には、All-Russian Council（全ロシア協議会）がニコライ2世とその家族を含む多くの新致命者を列聖した。
以後も聖シノド列聖委員会の調査に従い、新致命者のリストにはより多くの名前が加えられ続けている。
2005年には、人道的活動に対するロシア連邦賞 の初の受賞者となった。
2007年4月27日、ロシアの一部メディアによりアレクシイ2世は危篤状態にある、死去したとすら報じられた
が、これは後ほどデマであることが分かった。
アレクシイ2世は、これらの噂の背景には在外ロシア正教会とロシア正教会との間の和解に水を差すことを意図したものだと声明を出した。
「ご覧のとおり、私は健康です、勤めを果たしています、生きています」と言ったとされている 。
高齢にもかかわらず、彼は見るからに健康そうで、活動的に田園生活を楽しんでいた。ロシアテレビにも頻繁に登場し、教会の奉神礼も執り行い、さまざまな政府官僚とも会っていた。
在外ロシア正教会との関係については、アレクシイ2世指導下のロシア正教会と在外ロシア正教会で和解交渉が進められ、2007年5月17日モスクワで最終合意文書の締結に至った。

### 永眠
2008年12月5日、アレクシイ2世はモスクワ郊外のペレデルキノにある自宅で永眠した。
RIA Novostiによれば、心不全による死であった。
アレクシイ2世の死に対して、カトリック教皇庁立のキリスト教一致推進評議会(Pontifical Council for Promoting Christian Unity)議長 ウォルター・キャスパー枢機卿は、次のような声明を出した。
後任にはキリル1世が就いた。

## 私生活

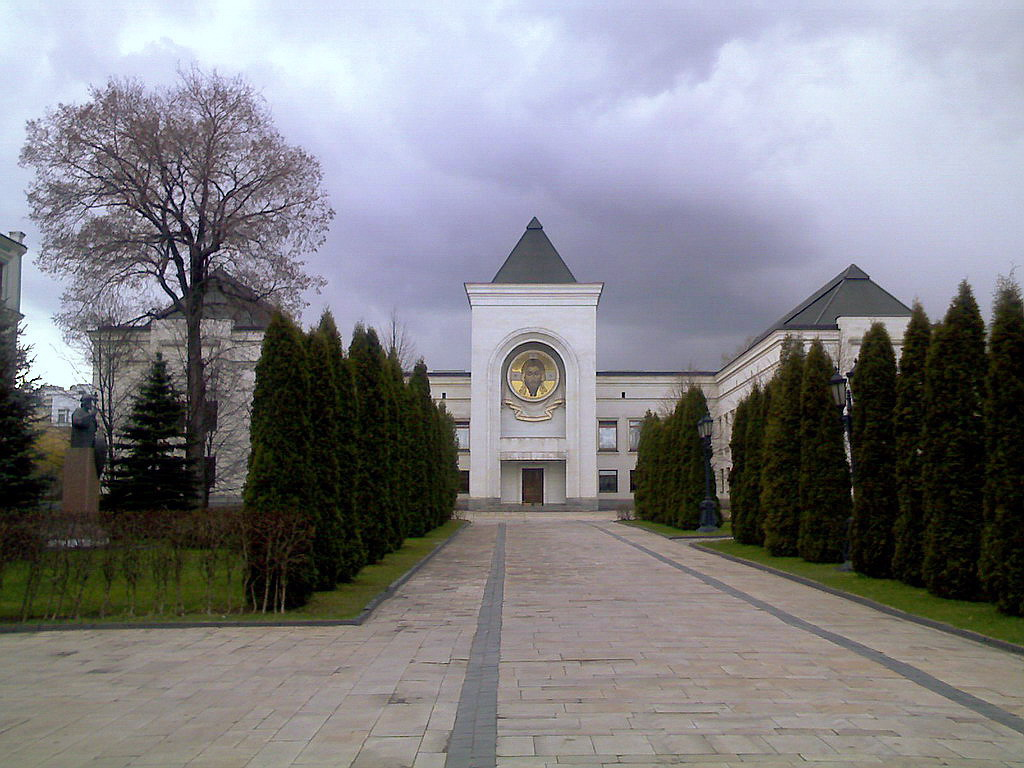
総主教・聖シノド館（聖ダニイル修道院）

アレクシイ2世は、1950年4月11日、タリン出身の司祭ゲオルギー・アレクセーエフの娘ヴェーラ・アレクセーエヴァと結婚した。
この日は、教会の伝統に照らせば結婚式は禁じられている光明週間（こうめいしゅうかん）の火曜日にあたっていたが、タリンのローマン主教と花嫁花婿双方の父（二人とも司祭であり、ともにこの結婚を共同執行した）の願いにより、レニングラード府主教グリゴリイから許可（イコノミア）が与えられた。
Moskovskie Novosti は、司祭監察官パリイスキー（Pariysky）がLeningrad Council of Religious Affairsに宛てて書いた告発によれば、この結婚はアレクセイ・リディゲルが輔祭になってソビエト軍の徴兵に応召しなくてもよいようにするために早められたとしている（正教会では輔祭叙聖のあとでは結婚することはできない）。
1950年まで、神学生は徴兵猶予を与えられていたが、1950年に制度が変わり、徴兵猶予の対象は聖職者だけとなった。2人は1年後に離婚したが、理由は公表されていない。
アレクシイ2世の自宅は、モスクワ西郊外に位置するルキノ村（ペレデルキノの近く）にある。敷地内には17世紀の教会や博物館、1990年代後半に建てられた3階建ての家屋がふくまれる。アレクシイ2世は2005年のインタビューで、Pühtitsa修道院から引退した修道女たちが屋敷に住み込んで家事の一切を引き受けていると語った。
モスクワ中央部にも執務用の住居があった。19世紀の都市型住居で、1943年9月にスターリンの命令で総主教に引き渡されたものだった。どちらの屋敷も、生活住居であると同時に総主教の執務場所として機能した。2000年1月以降、総主教は装甲車で往復し、連邦捜査員の護衛を受けていた。
公邸は（事務上の機能の問題であまり使われていなかったが）モスクワの聖ダニイル修道院にある2階建ての1980年代ソビエト風建物だった。

## 論争
ドイツへの謝罪
1995年、初めてドイツを公式訪問した際に、アレクシイ2世は「ソビエト連邦によりドイツに押しつけられていた共産主義の圧政」について公式に謝罪した。この発言は、ロシア連邦共産党と国家ボリシェヴィキ党から、ロシアを侮辱するものと受け止められ、国家への背信であると糾弾される結果となった。
教会内の批判
アレクシイ2世による、他の教派代表たちとの超教派的対話活動（府主教時代、1964年から、欧州教会会議(CEC)の議長であったこと、あるいは、1987年3月から1990年11月までCEC幹部顧問会議の議長であったことなど）や、反ユダヤ主義を公式に非難したことなどはロシア正教会の一部からの反対にあった。アレクシイ2世総主教は、そのような反対意見を述べる人々は、教会の意見を代表するのではなく、自らの個人的見解を述べているにすぎない、と答えた。
KGBへの協力疑惑
アレクシイ2世はKGBの工作員であったという申し立てが複数の情報源に基づいてなされている。しかしモスクワ総主教庁は、アレクシイ2世がKGB工作員だった事実はないと根気強く否定し続けている。ソビエトの宗教問題会議前議長、Konstanin Kharchevは「聖シノドのメンバーはもちろんのこと、主教候補者にしろその他の高位聖職者にしろ、ソ連共産党中央委員会とKGBの承認なしにはありえなかったのだ」と説明する。Nathaniel Davis教授は「主教が信者を守りその地位で生き残るためには、KGBやCouncil for Religious Affairsの委員、その他の共産党や政府当局者たちとなんとか折り合っていくしかなかったのだ」と指摘するアレクシイ2世は、彼自身も含めてモスクワ総主教庁の主教たちがソビエト政府と妥協していたことを認め、これらの妥協について後悔の念を公式に表明した。
同性愛への反対
アレクシイ2世は、同性愛者の公的活動について断固として反対の立場をとり、ロシアおよび西側の同性愛関係者の批判を呼び起こした（モスクワにおけるプライド・パレード開催反対については英語版Moscow Prideを参照）。